# Neoitamus aurifer
Neoitamus aurifer là một loài ruồi trong họ Asilidae. Neoitamus aurifer được Hermann miêu tả năm 1917. Loài này phân bố ở miền Ấn Độ - Mã Lai.